# Kilkenny
Die Stadt Kilkenny (irisch Cill Chainnigh, das bedeutet: Kirche des Canisius) befindet sich im Südosten der Republik Irland an den Ufern des River Nore. Sie ist der Verwaltungssitz des gleichnamigen Countys und hat mit Vororten 27.184 Einwohner (Stand 2022).
Sie ist für ihre vielen mittelalterlichen Bauten und ihr reges Nachtleben berühmt. In der Welt bekannt ist Kilkenny vor allem durch das gleichnamige Bier.
|                       | Jan | Feb | Mär  | Apr  | Mai  | Jun  | Jul  | Aug  | Sep  | Okt  | Nov  | Dez |   |      |
| Mittl. Tagesmax. (°C) | 7,7 | 7,9 | 10,0 | 12,4 | 15,1 | 18,1 | 19,9 | 19,6 | 17,2 | 13,9 | 10,1 | 8,4 | ⌀ | 13,4 |
| Mittl. Tagesmin. (°C) | 1,4 | 1,6 | 2,3  | 3,4  | 5,6  | 8,4  | 10,4 | 9,9  | 7,9  | 6,1  | 2,8  | 2,1 | ⌀ | 5,2  |
|                       |     |     |      |      |      |      |      |      |      |      |      |     |   |      |
| Niederschlag (mm)     | 86  | 66  | 63   | 51   | 61   | 50   | 52   | 69   | 73   | 84   | 73   | 88  | Σ | 816  |
|                       |     |     |      |      |      |      |      |      |      |      |      |     |   |      |
| Regentage (d)         | 15  | 11  | 12   | 10   | 12   | 10   | 9    | 11   | 11   | 13   | 12   | 13  | Σ | 139  |

| 1,4 |

| 1,6 |

| 2,3 |

| 3,4 |

| 5,6 |

| 8,4 |

| 10,4 |

| 9,9 |

| 7,9 |

| 6,1 |

| 2,8 |

| 2,1 |

| 1,4 |

| 1,6 |

| 2,3 |

| 3,4 |

| 5,6 |

| 8,4 |

| 10,4 |

| 9,9 |

| 7,9 |

| 6,1 |

| 2,8 |

| 2,1 |

## Geschichte
Östlich der Stadt wurde das Ringfort Leggetsrath West gefunden und ausgegraben.
Der heilige Canisius (irisch Cainneach, altirisch Cainnech, anglisiert Canice), nach dem die Stadt benannt wurde, errichtete im 7. Jahrhundert an der Stelle der heutigen Stadt die Sankt-Cainnech-Kathedrale. Im 12. Jahrhundert wurde hier eine Burg errichtet. 1202 wurde Kilkenny Bischofssitz.
Im Jahr 1366 wurden die so genannten Kilkenny-Statuten erlassen, die Engländern und Iren verboten, sich zu „vermischen“. 1391 erwarb die Familie Butler die Burg, und in der Folgezeit erlebte Kilkenny als englischtreue Stadt eine Blüte.
Von 1642 bis 1648 tagte hier das Parlament der Konföderation Irland. Im 19. Jahrhundert erlebte Kilkenny aufgrund guter Straßenverbindungen nach Dublin und Cork einen wirtschaftlichen Aufschwung. Im 20. Jahrhundert wurde die Stadt zu einem Zentrum für das Kunsthandwerk.

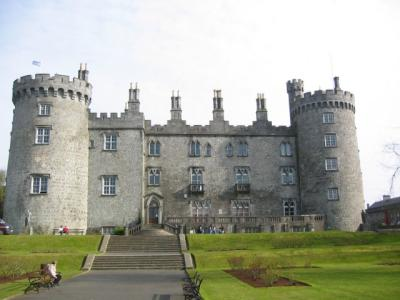
Kilkenny Castle
Kilkenny Castle
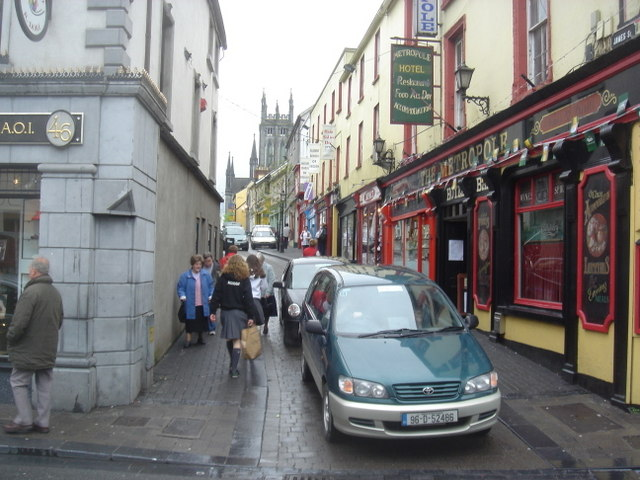
Kilkenny Zentrum

## Sehenswürdigkeiten

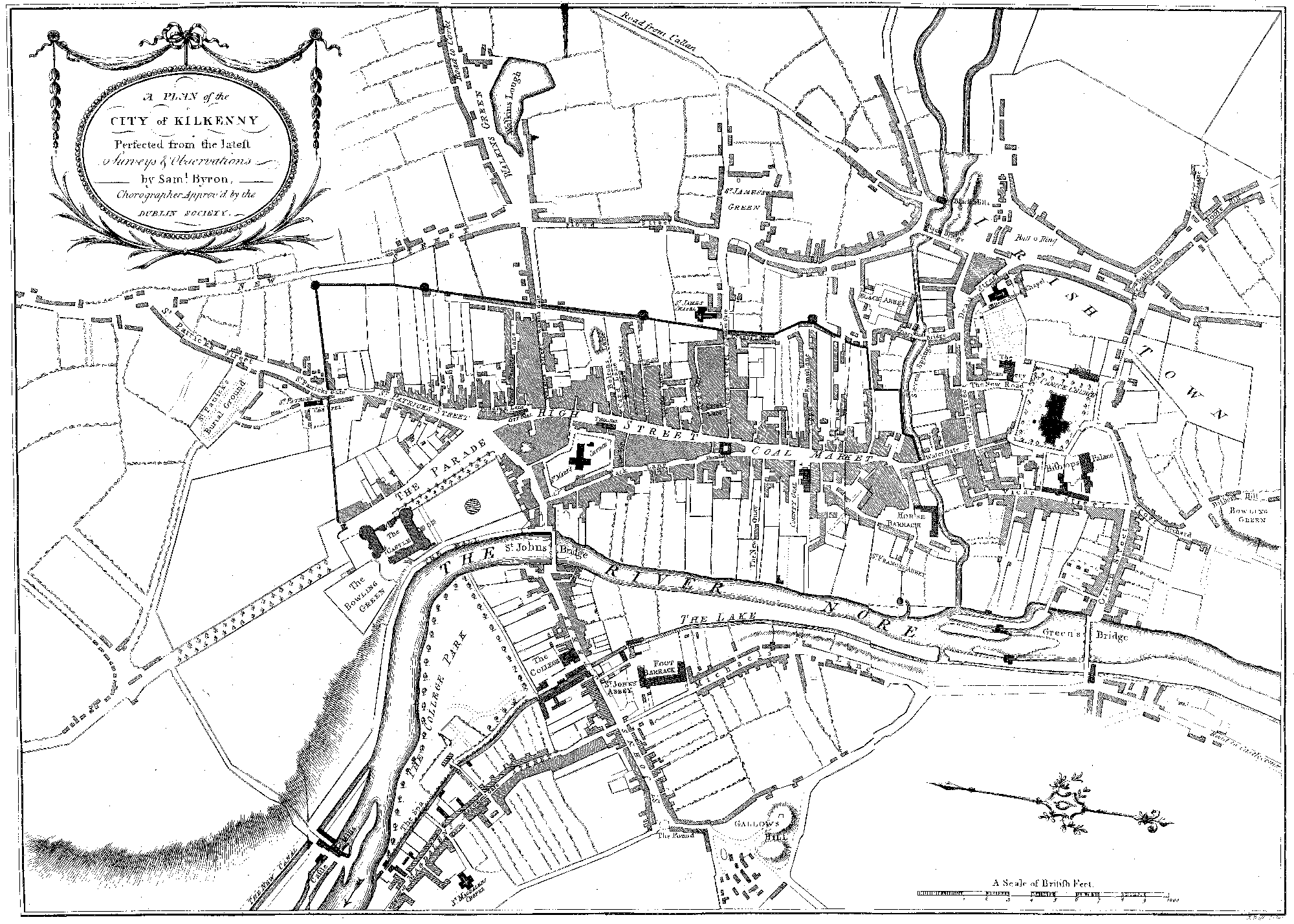
Kilkenny 1780

Kilkenny besitzt einen gut erhaltenen und gepflegten mittelalterlichen Stadtkern mit kleinen Gässchen und dem auffallenden Castle of Butlers, welches auch als Kilkenny Castle bekannt ist. Die Normannenburg wurde 1391 als Familiensitz der Ormonds errichtet, die das Schloss bis 1935 bewohnten. Die heutige Burg stammt im Wesentlichen aus dem 19. Jahrhundert und öffnet sich in eine weite Parkanlage hinein.
Die 1766 eröffnete Green’s Bridge wurde von einer von Andrea Palladio gefertigten Abbildung der römischen Ponte d’Augusto in Rimini beeinflusst.

### Gebäude der Altstadt
In der Hauptstraße der Stadt befindet sich das Rothe House, ein renoviertes Kaufmannshaus aus dem 16. Jahrhundert, das alle Merkmale der Tudor-Zeit bietet.
In derselben Straße befindet sich das 1761 erbaute Rathaus (The Tholsel). Es wird von einem achteckigen Türmchen gekrönt.
Von dort kann man durch eine enge Gasse, genannt Butter Slip, zum Kyteler’s Inn in der Saint Kieran’s Street gelangen, einem Gebäude, das wahrscheinlich von der wegen Hexerei angeklagten Alice Kyteler im 14. Jahrhundert bewohnt worden ist, zumindest aber mit ihrer Familie in Verbindung steht. Heute befindet sich in dem Haus ein Pub.
Shee’s Almhouse ist ein 1594 errichtetes Armenhaus, das später zu einem Hospital umfunktioniert wurde und heute das Tourist Office beherbergt.
Der Pub Hole in the Wall in einer von der High Street abgehenden Gasse war Teil des Stadthauses der Familie Archer und wurde 1582 erbaut. Es wurde zwischen 1999 und 2009 vom Kardiologen Michael Conway restauriert.

### Kirchengebäude
Kilkenny verfügt über mehrere sehenswerte sakrale Gebäude:
- Ein Rundturm stammt aus dem Jahre 849.
- Die neben dem Rundturm stehende, beeindruckendste Kirche ist  die anglikanische St. Canice’s Cathedral. Sie ist die zweitgrößte mittelalterliche Kathedrale Irlands.[5] Die frühgotische Kathedrale wurde zwischen 1202 und 1285 errichtet und unter Bischof Geoffrey St Ledger eingeweiht. Im Jahre 1332 fiel der Glockenturm in sich zusammen und musste neu aufgebaut werden. Die Pläne, den Vierungsturm größer zu gestalten, wurden dabei allerdings verworfen. Das Chorgestühl von St. Canice stammt aus dem Jahr 1904 und ist eine exakte Kopie des Chorgestühls in der Kathedrale von Brügge. Während der Reformation wurde die Kathedrale mehrmals geplündert. Um 1650 wurde sie von den Truppen Cromwells geplündert und als Stall benutzt.
- Die St. Mary’s Cathedral ist das Stadtwahrzeichen Kilkennys und die Römisch-katholische Kathedrale der Stadt. Die Bischofskirche des Bistums Ossory wurde von 1843 bis 1857 im Stil der Neugotik erbaut.
- Ferner sind beachtenswert die Black Abbey mit schönem Innenschmuck  und St John’s Priory, jeweils aus dem 13. Jahrhundert sowie die Ruine St. Francis-Abbey auf dem Gelände der 1710 gegründeten Smithwick’s Brewery.
- In der profanierten Marienkirche ist das Medieval Mile Museum untergebracht, das im Frühjahr 2017 eröffnet wurde. Auf interaktiven Touchscreens kann die Geschichte der Stadt erkundet werden. Außerdem sind Repliken von Hochkreuzen sowie historische Artefakte der Stadt zu sehen. Grabmale der einflussreichen Händlerfamilien Rothe, Shee etc. sind in das Museum integriert.

### Umgebung
- Dunmore Cave ist eine Tropfsteinhöhle im Norden Kilkennys.
- Die Klosteranlage in Kells südlich von Kilkenny wurde im 13. Jahrhundert von Augustinermönchen angelegt und ist eine der größten Klosteranlagen Irlands.
- Im malerischen Dorf Inistioge lädt der Park Woodstock Garden zum Spazierengehen ein.
- Jerpoint Abbey, südlich Kilkennys gelegen, ist eine aus dem 12. Jahrhundert stammende Klosteranlage der Zisterzienser. Das weitläufige Areal kann heute besichtigt werden.

## Sport und Freizeit
Kilkenny ist eine Hochburg der typisch irischen Sportart Hurling. Besonders im Süden Irlands nehmen die herausragenden Hurling-Spieler den Status eines Superstars ein. Daneben existiert der Kilkenny Rugby Football Club, der viele Spieler für die irische Rugby-Nationalmannschaft abstellt. Der seit 1977 ausgetragene Kilkenny Chess Congress ist das älteste durchgehend bestehende offene Schachturnier in Irland.

## Städtepartnerschaft
Partnerstädte von Kilkenny sind seit 1990 die französische Stadt Moret-sur-Loing in der Region Île-de-France und seit 2018 Formigine in der Emilia-Romagna, Italien.

## Söhne und Töchter der Stadt
- Patrick Laules (1676–1739), spanischer General und Diplomat
- Patrick Kelly (1779–1829), Bischof von Waterford und Lismore
- John Banim (1798–1842), Schriftsteller
- James Stephens (1825–1901), Gründer der Irish Republican Brotherhood
- Thomas Francis Hendricken (1827–1886), Bischof von Providence
- Peter W. Breene (1846–1926), US-amerikanischer Politiker
- James Mason (1849–1905), irisch-US-amerikanischer Schachspieler
- William Joseph McDonald (1904–1989), römisch-katholischer Geistlicher, Weihbischof in San Francisco
- Frederick Morris (* 1929), Jurist
- Séamus Pattison (1936–2018), Politiker der Irish Labour Party und Vorsitzender des Unterhauses
- Martin Gibbons (* 1953), Politiker
- John McGuinness (* 1955), Politiker
- Phil Prendergast (* 1959), Politikerin (Labour)
- Phil Hogan (* 1960), Politiker der Fine Gael
- Henry Shefflin (* 1979), Hurling-Spieler
- Richard Mosse (* 1980), Dokumentar-Fotograf
- Peter Cleere (* 1982 oder 1983), Sportler und Politiker
- Brian Byrne (* 1984), Squashspieler
- Joanne Cuddihy (* 1984), Sprinterin
- David Morris (* 1988), Snookerspieler
- Ciara Everard (* 1990), Mittelstreckenläuferin
- Clyde O’Connell (* 1998), Fußballspieler

## Trivia
Die schwedische Popgruppe ABBA veröffentlichte 2021 auf ihrem Comeback-Album Voyage das Lied When You Danced with Me, dessen Text auf Kilkenny Bezug nimmt.